# Vaillant (roman)
Pour les articles homonymes, voir Vaillant.
Vaillant (titre original : Valiant) est le quatrième roman de la série de science-fiction La Flotte perdue de l'écrivain Jack Campbell. Il est paru aux États-Unis en 2008 puis a été traduit en français et publié par les éditions L'Atalante en 2009.

## Résumé
Lors du retour de la flotte de l'Alliance dans le système de Lakota, onze jours après sa fuite, Geary découvre que le système est pratiquement sans défense. Il arraisonne les bâtiments de radoub syndics pour s'approprier leurs réserves de minerais et récupérer les spatiaux de l'Alliance capturés lors de la dernière bataille dans le système. Il fait transformer les navires syndics de façon qu'ils explosent lorsqu'un navire se rapprochera d'eux. La flotte syndic revenant d'Ixion tombe dans le piège, elle est totalement annihilée. Les navires qui gardaient le portail de l'hypernet, le détruisent provoquant une explosion qui détruit pratiquement tout le système sauf la flotte de l'Alliance qui ne souffre que de légers dégâts.
Geary informe quelques capitaines de l'intervention des extraterrestres lors de la première incursion dans le système de Lakota. Ils en concluent que les Syndics ont attaqué l'Alliance pensant que les extraterrestres les aideraient. Mais ces derniers ne seraient pas intervenus car ils préféreraient une guerre fratricide des Humains. Les dirigeants syndics auraient continué la guerre plutôt que de reconnaitre avoir été abusés.
La flotte saute vers Brandevin. Rione met fin à sa relation avec Geary car elle est convaincue qu'il est amoureux de Desjani, Geary en prend conscience. Peu de temps avant de sauter vers Wendig, une capitaine qui avait suivie Falco l’informe que les systèmes de propulsion par saut contiennent un ver. Ce ver a été implanté par des gens qui cherchent à mettre un terme au commandement de Geary. Il aurait détruit les navires de Geary, de Crésida, de Badaya, et interdit le saut aux autres. Les autres capitaines sont avertis et après la destruction du ver la flotte saute vers Wendig.
Dans le système de Wendig, ils découvrent que 563 civils ont été abandonnés sur la principale planète. Estimant qu'ils ne doivent pas mourir comme ça, Geary ordonne qu'ils soient  secourus. Avant son arrivée sur la planète, un autre ver est découvert, il ciblait les systèmes d'armes de deux navires pour leur faire détruire les civils. Le ver est détruit, les citoyens de la planète embarqués la flotte saute vers le système de Cavalos.
Les civils sont débarqués sur une station de Wendig. Crésida découvre un virus implanté dans les systèmes de navigations et de communications par les extraterrestres, Desjani émet l'hypothèse qu'il a été implanté par les clés de l'hypernet que l'on soupçonne d'être le produit d'une technologie extraterrestre. Ce virus permet de localiser tous les vaisseaux possédant une clé de l'hypernet. Une autre flotte de navires de guerre syndic arrive. Nouvelles victoire, un commandant en chef syndic est capturé, il admet l'existence d'une civilisation extraterrestre de l'autre côté de l'espace syndic. Geary et lui conviennent que si Geary parvient à regagner l'Alliance alors ils négocieront pour mettre fin à la guerre.
Desjani et Geary  admettent leurs sentiments l'un pour l'autre, mais réalisent qu’ils ne pourront pas être ensemble tant que l’un sera le supérieur de l’autre. Elle pense qu’il a pour mission de mettre fin à la guerre.